# Bion 3
O Bion 3 (em russo: Бион 3), também referenciado como Kosmos 782, foi um satélite soviético de pesquisas biológicas. Foi o primeiro satélite Bion a ser desenvolvido juntamente com a NASA dos Estados Unidos. Ele transportava quatorze experimentos elaborados por sete países ao todo, com a participação de cientistas da França, Tchecoslováquia, Hungria, Polônia e Romênia. Lançado a partir do Cosmódromo de Plesetsk em 25 de novembro de 1975, o Bion 3 foi recuperado na Sibéria em 15 de dezembro de 1975. A missão terminou após 19,5 dias.
Mais de 20 espécies diferentes foram enviadas na missão, incluindo vinte e cinco machos desenfreados ratos Wistar, moscas de frutas (Drosophila melanogaster), tecidos de cenoura e 1.000 embriões do peixe Fundulus heteroclitus (um pequeno peixinho águas rasas). A experiência dosímetro de radiação dos Estados Unidos também foi realizada sem o uso de materiais biológicos. Esta foi a única missão Bion, onde os Estados Unidos forneceu alguns dos espécimes biológicos.